# 道奇 (內布拉斯加州)
道奇（英語：Dodge）是位於美國內布拉斯加州道奇縣的村。

## 人口
根據2020年美國人口普查的數據，道奇的面積為1.02平方千米，皆為陸地。當地共有人口611人，而人口密度為每平方千米599人。